# Cyrtandra atherocalyx
Cyrtandra atherocalyx är en tvåhjärtbladig växtart som beskrevs av Margaret Clark Gillett. Cyrtandra atherocalyx ingår i släktet Cyrtandra och familjen Gesneriaceae. Inga underarter finns listade i Catalogue of Life.